# Aline (peŀlícula de 2020)
Aline és una comèdia dramàtica del 2020 coescrita i dirigida per Valérie Lemercier. És una ficció inspirada lliurement en la vida de Céline Dion. Lemercier interpreta a Aline a cada etapa de la seva vida des de la infància fins a l'edat adulta, amb el seu cos i la seva cara ajustats digitalment per a l'edat en la postproducció. El cant és interpretat per la cantant francesa Victoria Sio. S'ha doblat al català central i al valencià.
A la 47a edició dels Premis César, Aline va obtenir 10 nominacions, incloent-hi les de millor pel·lícula, millor guió original, millor actriu i millor direcció. Valerie Lumercier va guanyar en la categoria de millor actriu.

## Argument
Al final de la dècada del 1960, al Quebec, va néixer Aline (inspirada en Céline Dion), catorzè i darrer fill de Sylvette i Anglomard Dieu. En aquesta família on la música és protagonista, Aline descobreix el seu talent per al cant.
El productor musical Guy-Claude (inspirat en René Angélil), quan escolta aquesta magnífica veu només té una idea en ment: fer d'Aline la cantant més gran del món. Entre el suport de la seva família i el seu amor per Guy-Claude, Aline es convertirà en una de les més grans estrelles internacionals de la música.

## Estrena
La pel·lícula es va estrenar al 74è Festival Internacional de Cinema de Canes, i al Canadà el novembre del 2021.
Abans del seu llançament canadenc, els membres de la família Dion es van pronunciar en contra de la pel·lícula, criticant-la per les inexactituds de fets. La pel·lícula, però, va ser aprovada pel gerent de Dion. Céline Dion no n'ha parlat públicament fins ara, tot i que Lemercier ha afirmat que el fill de Dion, René-Charles, es va posar en contacte amb ella per a sol·licitar-ne una visualització privada.

## Repartiment
- Valérie Lemercier: Aline Dieu
- Sylvain Marcel: Guy-Claude Kamar, productor i marit d'Aline
- Danielle Fichaud: Sylvette, mare d'Aline
- Roc LaFortune: Anglomard, pare d'Aline
- Antoine Vézina: Jean-Bobin Dieu
- Pascale Desrochers: Jeannette Dieu
- Jean-Noël Brouté: Fred
- Sonia Vachon: Martine Lévêque
- Victor Boccard: René-Charles Dieu
- Martine Fontaine: Antoinette Dieu
- Véronique Baylaucq: Blandine
- Caroline Rabaliatti: Bernadette Dieu
- Denis Lefrançois: Jean-Claudin Dieu
- Laurent Bariteau: Jean-Damien Dieu
- Michel Drucker: ell mateix
- Carole Weyers: estilista dels Oscar
- Dylan Raffin: membre de la família Dieu
- Geneviève Morissette: Josette Dieu
- Jennie-Anne Walker: presentadora de talk show
- Stéphan Wojtowicz: tècnic de backstage
- Yann Papin : tècnic de backstage
- Éric Civanyan: amic de Guy-Claude
- Rebecca Potok: professor d'anglès
- Benoit Lavoisier: Jean-Sylvain Dieu
- Agathe de La Boulaye: editor de sessions de fotos
- Jacques Girard: gerent de la botiga de discos
- Margeaux Lampley: metgessa Johannesburg
- Laurent Francius: xofer de l'Aline
- Florian Frin: auxiliar de vol
- Maynard Bagang: un grum
- Arnaud Préchac: Anglomard Dieu, 18 anys
- Ian McCamy: cambrer irlandès
- Elsa Tauveron-Wexler: Sylvette Dieu, 18 anys
- Manuel Sinor: marit de la Jeannette
- Paloma Dumaine: Aline nena
- Paul Taylor: Vincent, enviat de la discogràfica
- veus cantant :
  - Victoria Sio: Aline adulta
  - Emma Cerchi: Aline nena